# Nevada, Missouri
Nevada är en stad (city) i Vernon County i delstaten Missouri i USA. Staden hade 8 212 invånare, på en yta av 23,47 km² (2020). Nevada är administrativ huvudort (county seat) i Vernon County.

## Kända personer från Nevada
- Eva Bowring, politiker
- John Huston, regissör